# ニューポート級戦車揚陸艦
ニューポート級戦車揚陸艦（ニューポートきゅうせんしゃようりくかん、英語: Newport-class tank landing ship）は、アメリカ海軍が運用していた戦車揚陸艦（LST）の艦級。基本計画番号はSCB-405。

## 設計
本級の最大の特徴が、従来の米LSTが踏襲してきた艦首門扉の廃止である。これによって艦首形状は通常の艦船と同様の波切りのよいものとなり、長さ/幅比7.5という細長い船型とあわせて、抵抗は大幅に軽減された。さらに揚陸時の操艦のためにバウスラスターも設置された。船体内の車両甲板と上甲板に車両や資材を搭載する点ではLST-1級以来の構成が踏襲されているが、本級では船体全幅いっぱいの上部構造物を船体中央に設けており、上甲板が前後に二分されているため、上部構造物の左舷側に車両連絡通路が設けられている。
主機方式は、前任のデ・ソト・カウンティ級と同様にディーゼルエンジン6基を減速機で2軸の推進器にまとめるマルチプル・ディーゼル方式とされた。ディーゼルエンジンとしてはアルコ16-251（LST-1179〜1181ではGM 16-645-E5）が採用され、合計出力16,500馬力を確保した。これによって、アメリカ海軍揚陸艦部隊が悲願としてきた20ノットでの艦隊行動がついに実現された。なお、6基のディーゼルエンジンは2基ずつ第1～3機械室に設置されており、左舷煙突に2室分の、右舷煙突に1室分の排気を導いているため、前者のほうが太くなっている。

## 装備
上記の経緯より、本級の揚搭装置は従来のLSTとは全く異なり、艦首に突き出した固定デリック・アームと、普段は上甲板上に格納されている道板を用いたものとなっている。この道板はアルミ合金製で重量75トン、長さ34メートル、非使用時は艦首甲板両舷の溝に入れ込むかたちで格納されている。ビーチングすると、まず艦首突端の扉を左右に開いたのち、艦首前端のピボットによって道板を浮き上がらせる。グリースによって道板を滑らせつつ、上甲板下のウインチを用いて繰り出していき、デリック・アームによって支持することで、岸と連絡するのである。車両甲板前端には上甲板と連絡するランプが設けられており、車両甲板に搭載された車両はここを通じていったん上甲板に上がったのち、道板を通じて岸に降りていく。なお、道板だけでは長さが不足する場合も多く、この場合には後部舷側に搭載されていた4基のポンツーンを道板の先に接続することで延長していた。
車両甲板には1,765 m2の搭載余面を確保しており、前後端に転車台を設けている。また艦尾側にも下端ヒンジ式のランプを設けており、必要であれば水陸両用車を発進させることも出来る。AAV7装甲兵員輸送車であれば23両、M48戦車であれば29両、2トン半トラックであれば41両を搭載できた。また、さらに主甲板にも2トン半トラック29両を搭載できる。物資搭載量は、輸送任務時には2,000トン、ビーチング時でも500トンであった。物資の揚降のため、艦尾甲板両舷に力量10トンのデリック・クレーンを備えていた。
上部構造物直後の両舷には、タルボット・カウンティ級以降踏襲されてきた上陸用舟艇2隻搭載のウェリン式ダビットが1基ずつ設置されており、標準的には人員揚陸艇（LCPL）1隻と車両人員揚陸艇（LCVP）3隻が搭載されていた。また米LSTとしては初めて艦尾甲板にヘリコプター甲板を設定しており、242 m2の面積を確保した。

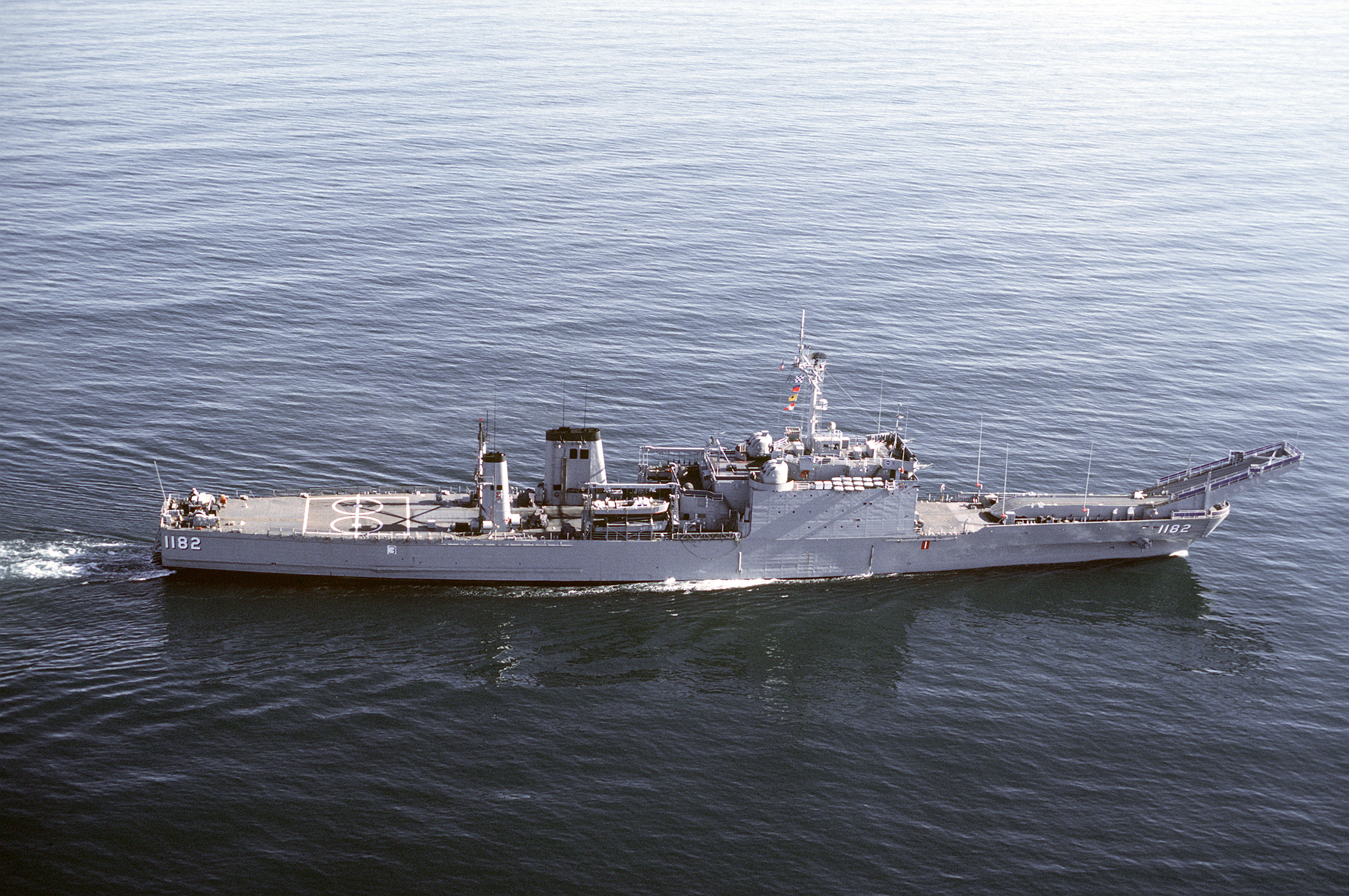
右舷側からの艦影。
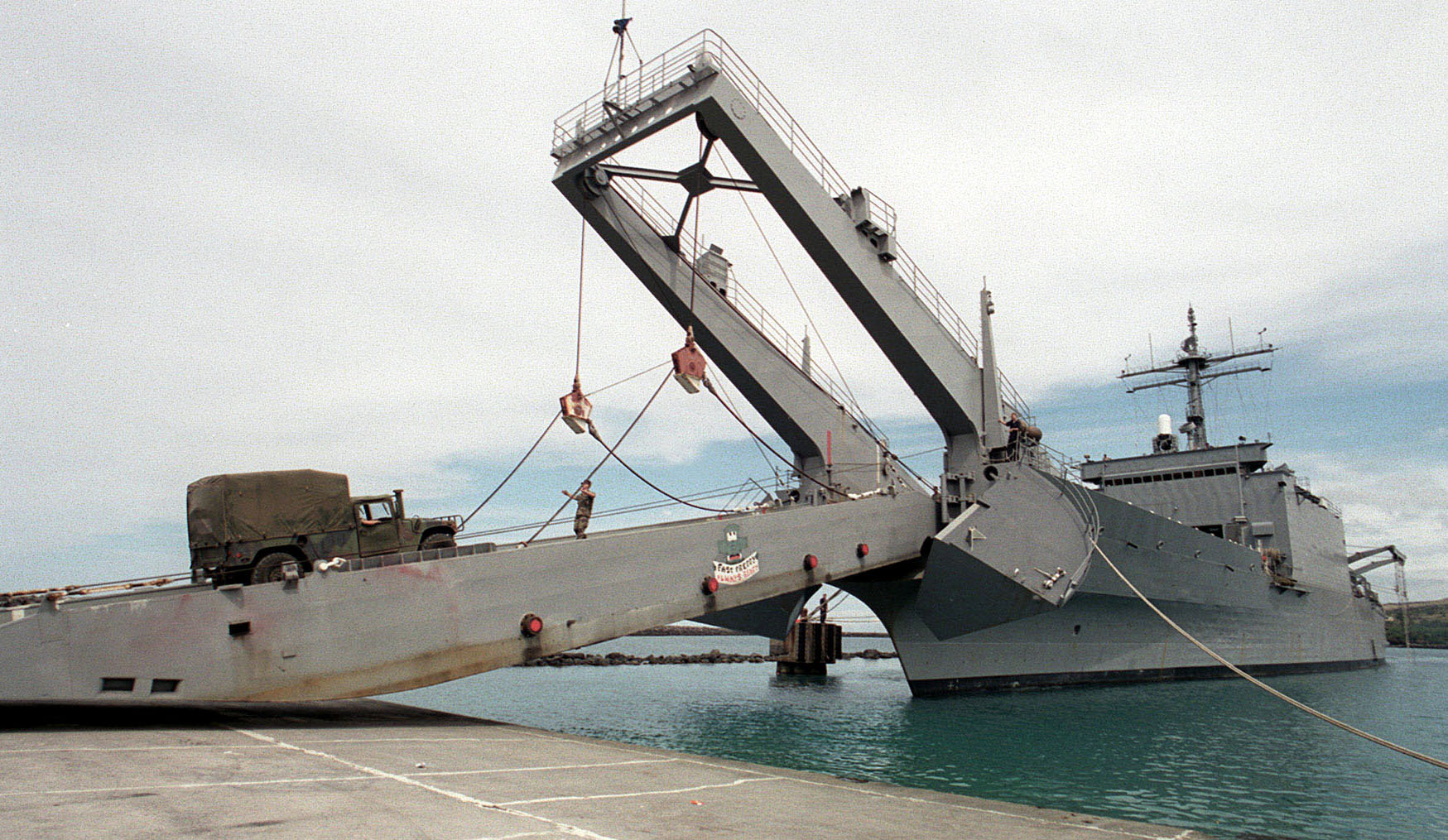
艦首から道板を繰りだした状態。
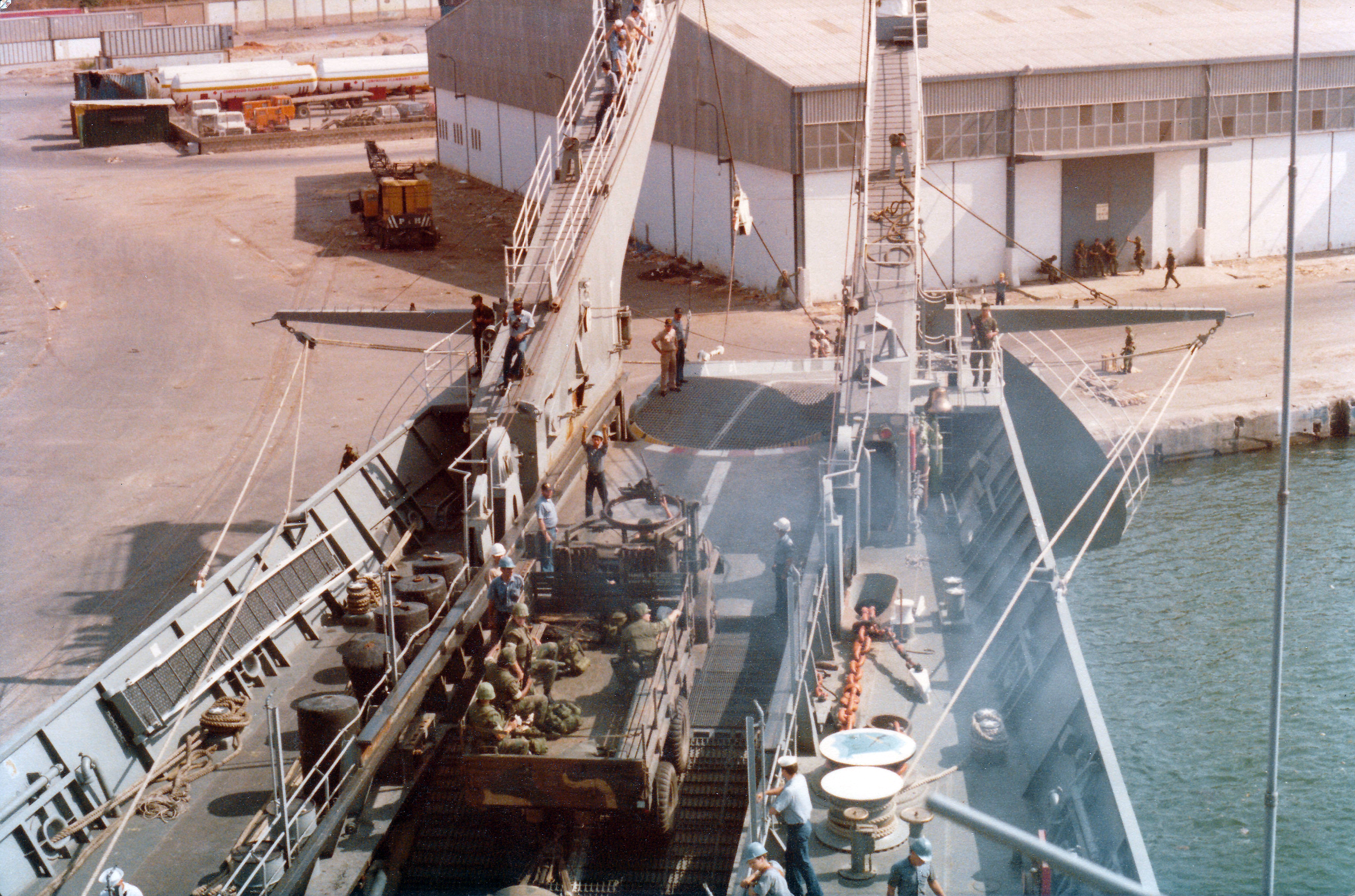
艦首道板から発進するトラック。
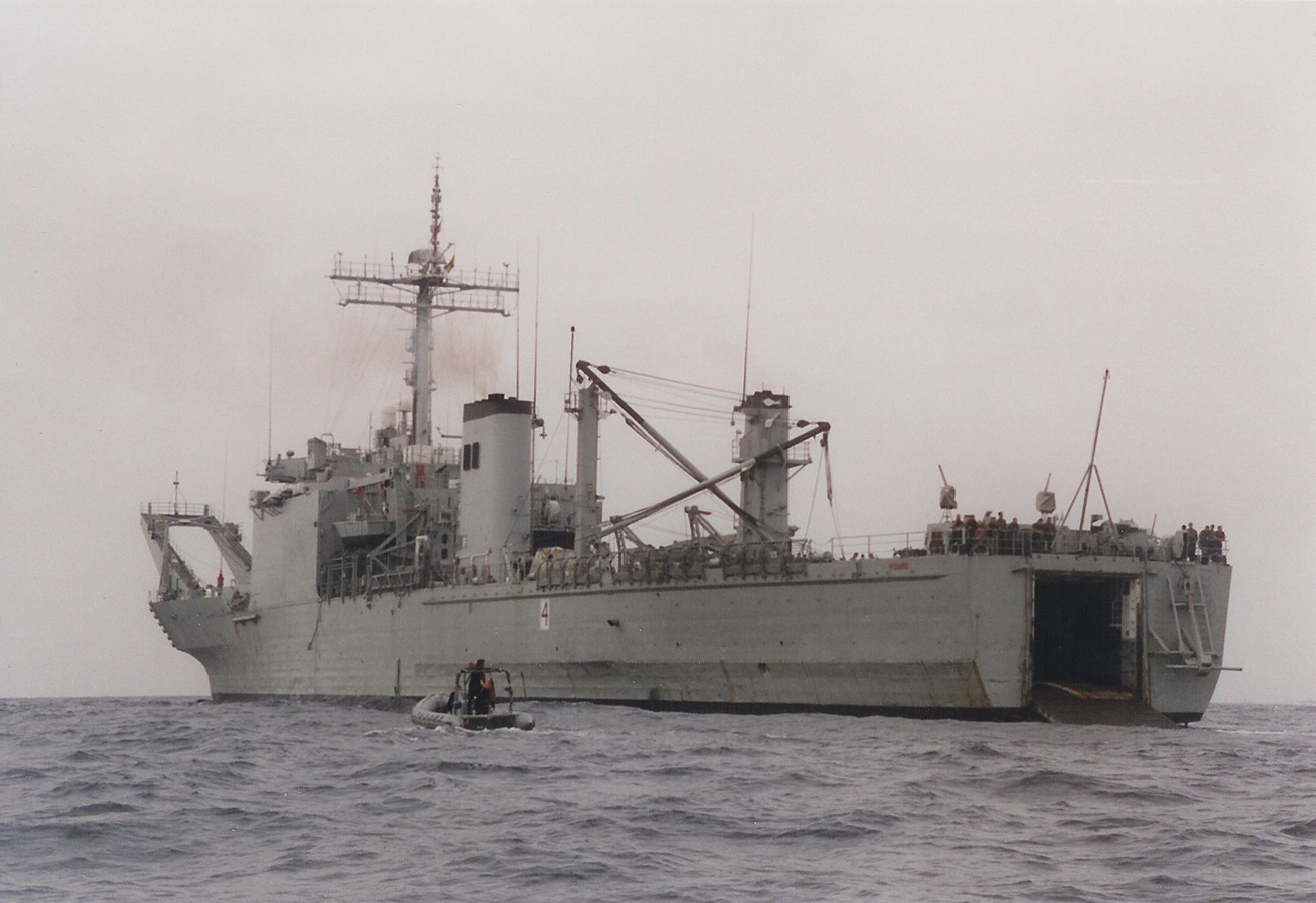
艦尾側ランプを開いた状態。

個艦防空用として、上部構造物後部両舷に50口径3インチ連装速射砲を1基ずつ装備していた。これらはMk.63 砲射撃指揮装置による管制を受けていたが、これは1977年から1978年にかけて撤去され、大西洋艦隊所属艦ではファランクスCIWS 1基を搭載した。またAN/SLQ-32(V)1電波探知装置の後日装備も検討されたが、これは実現せず、一部艦でMk 36 SRBOCのみが搭載された。

## 配備
1965年・1966年・1967年度計画で計20隻が建造された。1971年度計画で更に7隻の建造が検討されたが、これは実現しなかった。その後、1994年より退役を開始し、2002年までにアメリカ海軍での運用を終了した。退役艦の多くは海外に売却されて再就役している。
特にオーストラリアに供与された艦は、カニンブラ級として大改修が行なわれた。前甲板ではアーム及び道板が撤去され、ここにLCM-8型揚陸艇2隻を搭載するとともに、その揚降用として艦橋直前に70トン級クレーンが1基設置された。また後甲板はヘリコプター甲板とされ、上部構造物内にヘリコプター4機分のハンガーを設置することで、簡易のヘリコプター揚陸艦となった。
| アメリカ海軍 | アメリカ海軍                                        | アメリカ海軍 | アメリカ海軍 | 退役/再就役後                    | 退役/再就役後                    | 退役/再就役後                                               |
| #            | 艦名                                                | 就役         | 退役         | 再就役先                         | #                                | 艦名                                                        |
| ------------ | --------------------------------------------------- | ------------ | ------------ | -------------------------------- | -------------------------------- | ----------------------------------------------------------- |
| LST-1179     | ニューポート USS Newport                            | 1969年       | 1992年       | メキシコ海軍                     | A-411                            | パパロアパン ARM Papaloapan                                 |
| LST-1180     | マニトワック USS Manitowac                          | 1970年       | 1993年       | 中華民国海軍                     | LST232                           | 中和 ROCS Chung Ho                                          |
| LST-1181     | サムター USS Sumter                                 | 1970年       | 1993年       | 中華民国海軍                     | LST233                           | 中平 ROCS Chung Ping                                        |
| LST-1182     | フレズノ USS Fresno                                 | 1969年       | 1993年       | 実艦標的として海没処分（2014年） | 実艦標的として海没処分（2014年） | 実艦標的として海没処分（2014年）                            |
| LST-1183     | ピオリア USS Peoria                                 | 1970年       | 1994年       | 実艦標的として海没処分（2004年） | 実艦標的として海没処分（2004年） | 実艦標的として海没処分（2004年）                            |
| LST-1184     | フレデリック USS Frederick                          | 1970年       | 2002年       | メキシコ海軍                     | A-412                            | ウスマシンタ ARM Usumacinta                                 |
| LST-1185     | スケネクタディ USS Schenectady                      | 1970年       | 1993年       | 実艦標的として海没処分（2004年） | 実艦標的として海没処分（2004年） | 実艦標的として海没処分（2004年）                            |
| LST-1186     | カユーガ USS Cayuga                                 | 1970年       | 1994年       | ブラジル海軍                     | G-28                             | マットソ・マイア NDCC Mattoso Maia                          |
| LST-1187     | タスカルーサ USS Tuscaloosa                         | 1970年       | 1993年       | 実艦標的として海没処分（2014年） | 実艦標的として海没処分（2014年） | 実艦標的として海没処分（2014年）                            |
| LST-1188     | サギノー USS Saginaw                                | 1971年       | 1994年       | オーストラリア海軍               | L-51                             | カニンブラ HMAS Kanimbla                                    |
| LST-1189     | サンバーナディーノ USS San Bernardino               | 1971年       | 1995年       | チリ海軍                         | LST 93                           | ヴァルディヴィア Valdivia                                   |
| LST-1190     | ボールダー USS Boulder                              | 1971年       | 1994年       | スクラップとして廃棄             | スクラップとして廃棄             | スクラップとして廃棄                                        |
| LST-1191     | ラシーン USS Racine                                 | 1971年       | 1993年       | 実艦標的として海没処分 (2018年)  | 実艦標的として海没処分 (2018年)  | 実艦標的として海没処分 (2018年)                             |
| LST-1192     | スパータンバーグ・カウンティ USS Spartanburg County | 1971年       | 1994年       | マレーシア海軍                   | A1505                            | スリ・インデラ・プラ KD Sri Indera Pura                     |
| LST-1193     | フェアファックス・カウンティ USS Fairfax County     | 1971年       | 1994年       | オーストラリア海軍               | L-52                             | マノーラ HMAS Manoora                                       |
| LST-1194     | ラ・ムーア・カウンティ USS La Moure County          | 1971年       | 2000年       | 実艦標的として海没処分（2001年） | 実艦標的として海没処分（2001年） | 実艦標的として海没処分（2001年）                            |
| LST-1195     | バーバー・カウンティ USS Barbour County             | 1972年       | 1991年       | 実艦標的として海没処分（2004年） | 実艦標的として海没処分（2004年） | 実艦標的として海没処分（2004年）                            |
| LST-1196     | ハーラン・カウンティ USS Harlan County              | 1972年       | 1995年       | スペイン海軍                     | L-42                             | ピサーロ SPS Pizarro                                        |
| LST-1197     | バーンステーブル・カウンティ USS Barnstable County  | 1972年       | 1994年       | スペイン海軍                     | L-41                             | エルナン・コルテス SPS Hernán Cortés                        |
| LST-1198     | ブリストル・カウンティ USS Bristol County           | 1972年       | 1994年       | モロッコ海軍                     | 407                              | シディ・モハメド・ベン・アブダラ Sidi Mohammed Ben Abdallah |

## 登場作品

### 映画
『エアポート'77/バミューダからの脱出』
「カユーガ」が登場。ボーイング747が沈没したバミューダ海域の近くを航行していたことから現場海域に急行し、到着後は救出作戦の旗艦を務める。
撮影には、アメリカ海軍の全面協力で実物が使用されている。
『原子力潜水艦浮上せず』
架空艦「ナッソー」役で「カユーガ」が登場。架空の原子力潜水艦「ネプチューン」が沈没した際、近くを航行していたことから現場海域に急行し、到着後は救出作戦の旗艦を務める。
撮影には、アメリカ海軍の全面協力で実物が使用されている。
『ハートブレイク・リッジ 勝利の戦場』
「サムナー」が登場。終盤の「グレナダ侵攻」にて、上陸作戦に参加し多数のAAV7を艦尾側ランプから発進させる。
撮影には、アメリカ海軍の全面協力で実物が使用されている。
『レイズ・ザ・タイタニック』
「スケネクタディ」が登場。極秘で行われる「タイタニック号」引き揚げ作戦に参加しており、旗艦であるクリーブランド級ドック型輸送揚陸艦「デンバー」の支援を行う。
撮影には、アメリカ海軍の全面協力で実物が使用されているほか、一部のシーンではミニチュアも使われている。